# Akihabara
Akihabara (秋葉原?) es una zona comercial importante de Tokio (Japón). es un sector del barrio de Chiyoda (Tokio, Japón). Sus límites no están bien definidos, pero suele considerarse como la zona que rodea a la estación de Akihabara. Administrativamente, se encuentra repartida entre los distritos de Sotokanda (外神田) y Kanda-Sakumachō de Chiyoda.
Akihabara se ganó el sobrenombre de Ciudad Eléctrica de Akihabara (秋葉原電気街, Akihabara Denki Gai) poco después de la Segunda Guerra Mundial, por ser un importante centro comercial de artículos electrónicos para el hogar y el mercado negro de la posguerra.

Se considera que Akihabara es el centro de la subcultura otaku japonesa y sigue siendo un importante distrito comercial. La mayoría de los comercios de la zona se dedican a la venta de productos electrónicos, computadoras, accesorios y gadgets, además de productos de entretenimiento audiovisual, como anime, manga y videojuegos, que en su mayoría se encuentran en la calle principal, Chūōdōri, con muchos tipos de artículos utilizados en las callejuelas de Soto Kanda 3-chome. Herramientas, dispositivos electrónicos, cables, cámaras microscópicas y elementos similares se encuentran en los pasillos estrechos de Soto Kanda 1-chome (cerca de la estación). Los turistas extranjeros suelen visitar las tiendas de grandes nombres como Laox o tiendas especializadas cerca de la estación, aunque hay más variedad y precios más bajos en lugares un poco más lejos. Akihabara ha adquirido cierta fama por contar con una de las primeras tiendas dedicadas a la robótica.

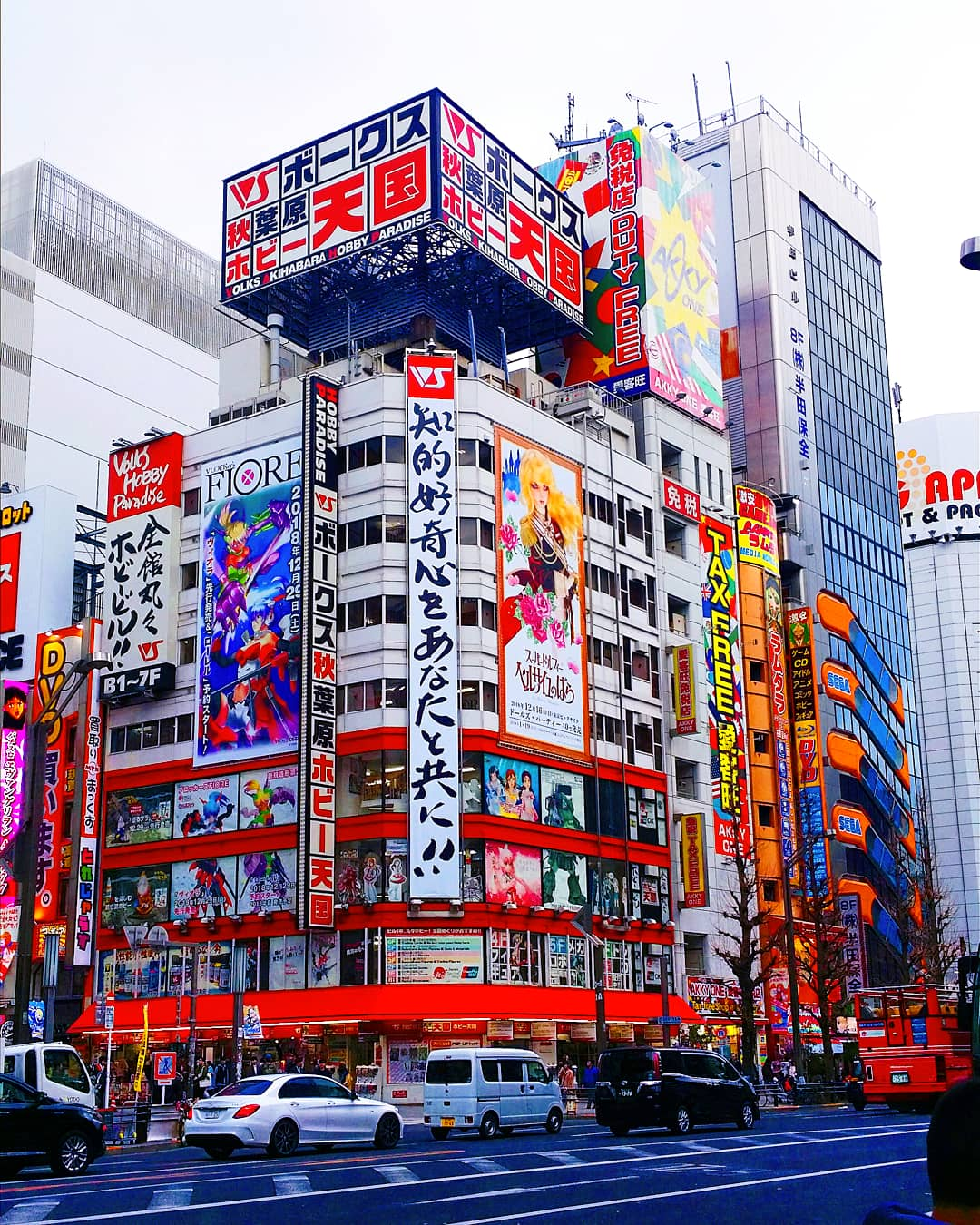
Famosa tienda de pasatiempos en Akihabara en 2019

## Historia
En tiempos del Período Edo, en la zona en donde se encuentra actualmente Akihabara se encontraban varias tiendas de armas de baja calidad. El dicho "los incendios y las peleas son las flores de Edo" también era cierto en esta zona, y no eran infrecuentes tales sucesos.
En 1869, a causa de un incendio de proporciones mayores, todo el barrio fue designado como cortafuegos. El siguiente año se instaló el templo de Chinka-jinja (鎮火神社, como una protección frente al fuego, los ciudadanos creyeron erróneamente que la estructura estaba consagrada a Akiba, una deidad famosa por ayudar a sofocar incendios. Este error popular se convirtió en realidad ya que la tierra alrededor del lugar tomó el apodo de Akiba no Hara, o "La Tierra de Akiba".
En algún lugar, a lo largo del camino, un descuidado tipógrafo se equivocó y cambió el nombre en el cartel del barrio de Akiba hara (あきば は ら) a Akiha bara (あき は ば ら). Este error es comprensible por la arbitrariedad de la lectura de los Kanjis originales. Al final, este error fue el origen del nombre actual del distrito. Aun así, cuando se trata de abreviar el nombre, se sigue usando Akiba. 
En 1890, cuando los trabajos de ferrocarril se completaron, se bautizó a la estación con su nombre definitivo: "Akihabara", perteneciente a la línea ferroviaria "Tohoku", que posteriormente se amplió hasta Tokio en 1925, inaugurando la primera estación exclusiva para el transporte público, como parte de los proyectos de reconstrucción tras el Gran Terremoto de Kanto de 1923.
La zona era entonces un hervidero de comerciantes. En 1935, fue designada oficialmente como un mercado de frutas y verduras. Mientras tanto, los comerciantes madereros y transportistas comenzaron a asentarse en viviendas a lo largo del río. Estas infraestructuras atrajeron a más personas e inversiones. Incluso la tecnología de la época empezó a crear los primeros otakus en la forma de entusiastas de los trenes.
Posteriormente, el mercado pasó de las verduras a los tubos de vacío ya que tras estallar la guerra chino-japonesa, ésta provocó la necesidad de productos para la comunicación inalámbrica con fines militares. Ya a comienzos de los años 40, Akihabara era el gran mercado de los componentes electrónicos.
En 1951, comenzaron a establecerse tiendas y puestos bajo la protección de los rieles. Estos comercios, que vendían refacciones de radio y electrodomésticos, fueron evolucionando y creciendo poco a poco hasta convertirse en el paraíso de todo geek.

## Actualidad

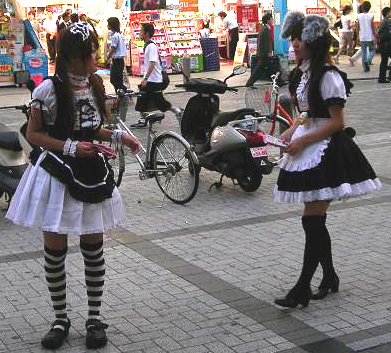
Fotografía de mucamas promocionando cafés en Akihabara, Tokio.

Actualmente Akihabara es reconocida en todo el mundo. 
Además de su modernidad, representa la capital mundial de la cultura manga y Anime.
Es uno de los pocos lugares de Tokio en donde es común encontrar encargados que hablen español, chino, hindi, portugués e inglés. La afluencia extranjera es tal que hay varios establecimientos "Duty Free Shop", los cuales ofrecen sus productos libres de impuestos para cualquiera que traiga su pasaporte y muestre que tiene visado de turista. 
El entretenimiento relacionado con anime y videojuegos está concentrado en esta zona, tales como galerías de artistas reconocidos, principalmente de Square-Enix y Gonzo, karaokes especializados en música de anime, eventos para elegir el idol de la semana, maid y cafés cosplay. Los eventos en los que participan seiyus famosos son habituales en este barrio.
Otros establecimientos que han ganado terreno últimamente han sido los maid cafe. En éstos, se cumple la fantasía de algunas personas de ser atendidas por una mujer disfrazada de típica sirvienta francesa. El servicio no necesariamente es culinario y puede variar desde una taza de café expreso hasta un masaje de pies.

## Galería de imágenes

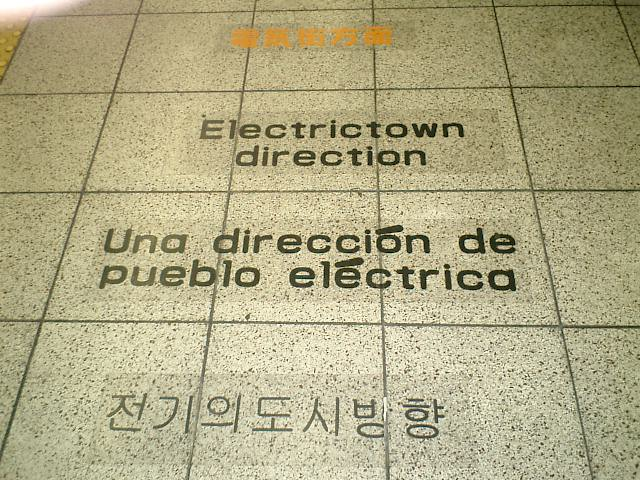
Indicador del camino.
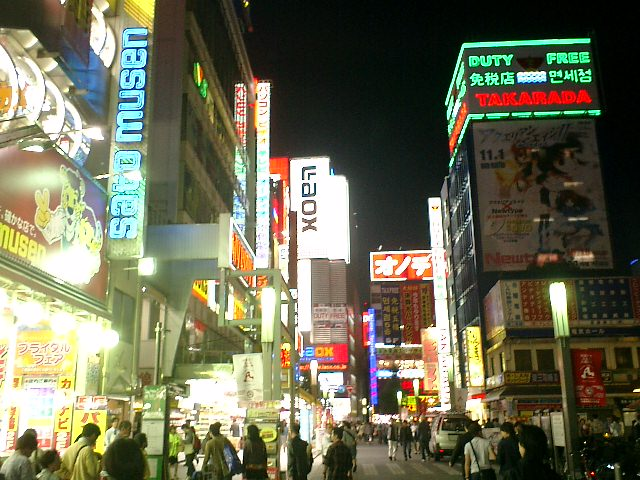
Rascacielos con rótulos de neón.
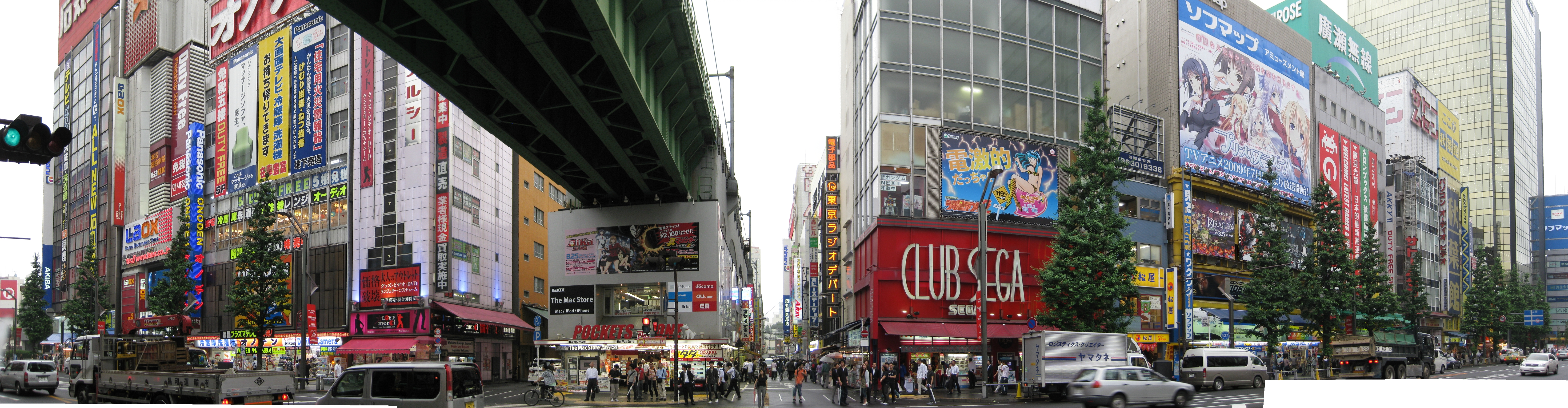
Panorámica de Akihabara.
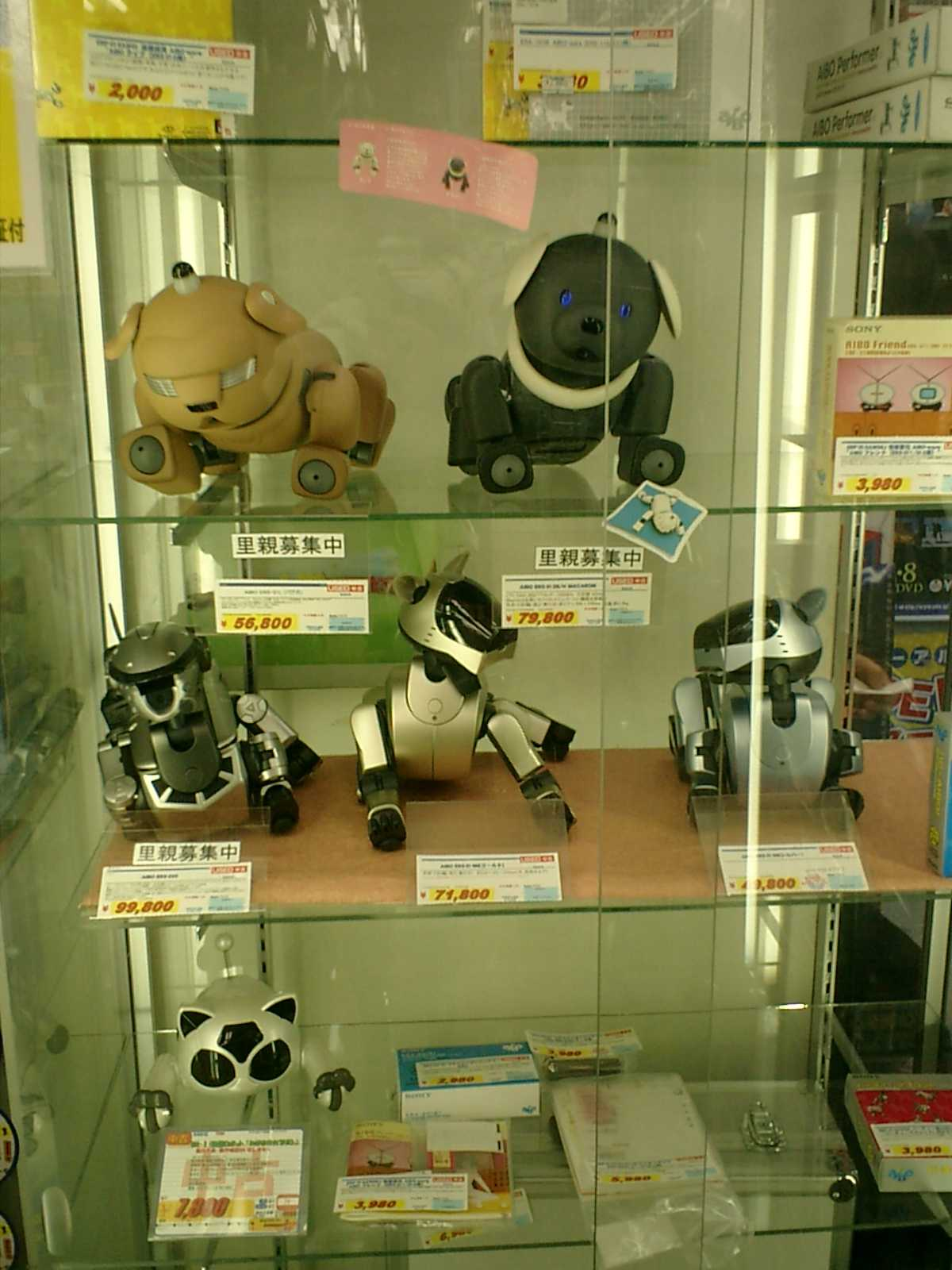
Exposición de robots de juguete en venta.
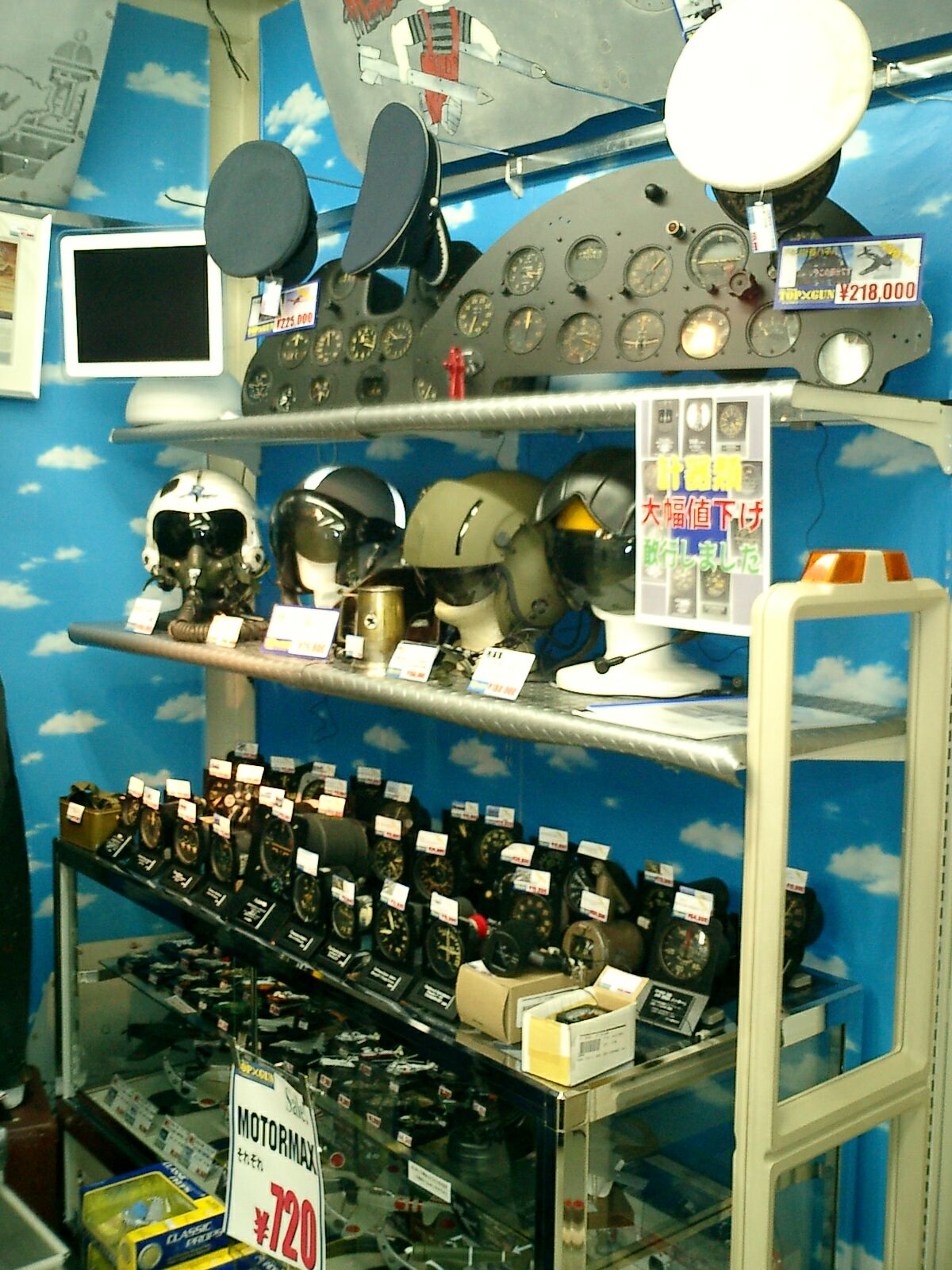
Venta de motivos de aviación.
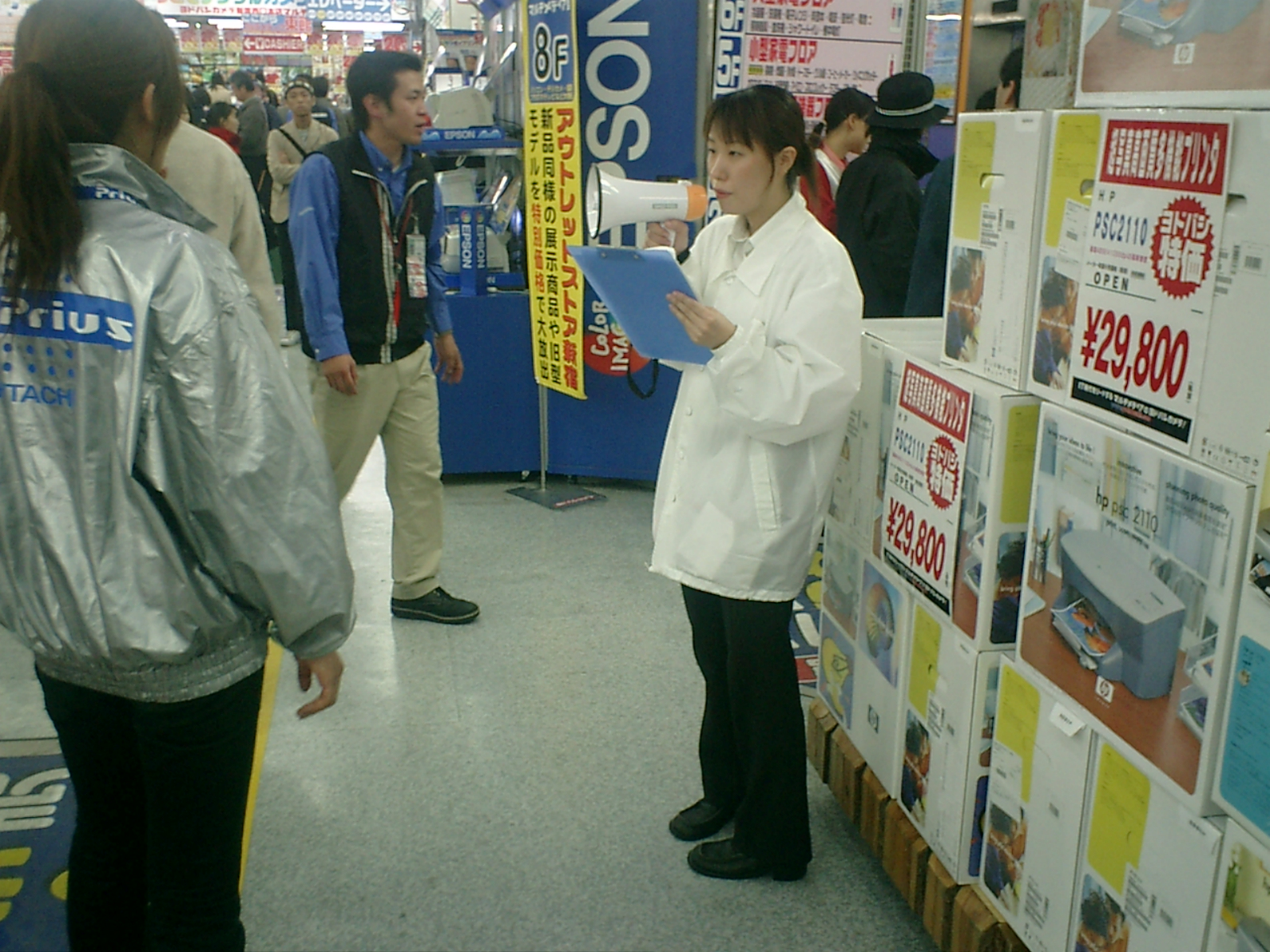
Son muchas las tiendas que utilizan megáfonos.